# Espalhamento dinâmico de luz

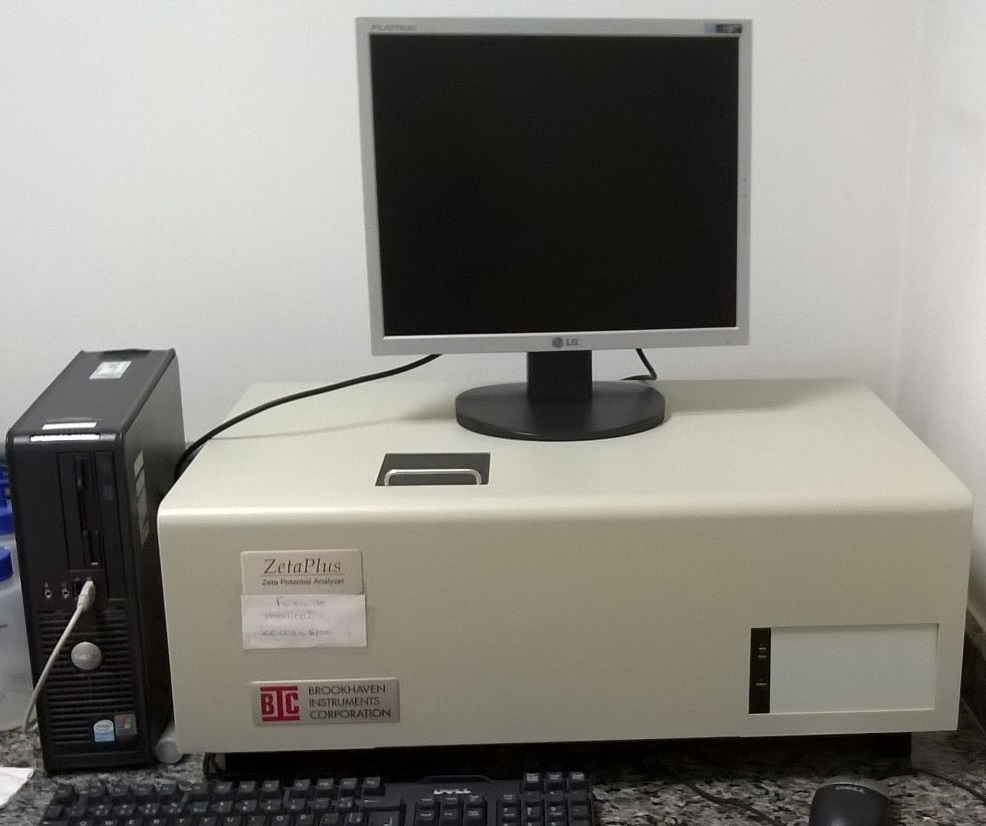
Zeta Potential Analyzer, que mede a distribuição do tamanho e o potencial zeta.

O espalhamento dinâmico de luz (em inglês DLS, Dynamic Light Scattering) é uma técnica de caracterização físico-química que mede a distribuição do tamanho de pequenas partículas e moléculas em solução líquida, sendo preciso e rápido para medir a distribuição de tamanho de partículas com mesmo tamanho, mas não sendo tão preciso com diferenças de tamanho muito grandes.
Do DLS temos a luz se espalhando do material analisado com intensidades diferentes e assim obtemos a distribuição da intensidade pelo tamanho de partícula, e dela podemos obter a distribuição de volume e de quantidade pelo tamanho de partícula pela teoria de Mie.
O DLS é muito importante para a caracterização do tamanho hidrodinâmico de nanopartículas em fluidos biológicos como plasma e diferentes pHs fisiológicos.

## O aparelho

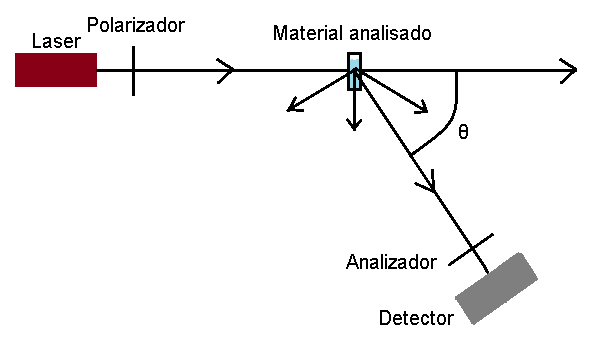
Esquema do funcionamento do DLS

A luz do laser passa por um polarizador e atinge uma cubeta com o material desejado. A luz espalhada do material passa por um analisador que seleciona uma determinada polarização e entra no detector, cuja posição define o ângulo de espalhamento e o volume de espalhamento de uma região. 
O DLS possui um correlator que mede o grau de semelhança entre dois sinais de intensidade em diferentes tempos, e calculando a função de correlação da luz espalhada temos o coeficiente de difusão e dele obtemos o tamanho médio de partícula.

## Teoria
A estrutura de complexos moleculares é conhecida em razão da absorção da radiação eletromagnética, que fornece informações sobre o nível de energia translacional, rotacional, vibracional e eletrônico das moléculas. As mudanças de frequência, distribuição angular, polarização e intensidade da luz espalhada são determinadas pelo tamanho, forma e interações moleculares do material. E com o uso do laser pode-se medir variações de frequências bem pequenas do espalhamento de luz da amostra e também fracos espalhamentos de luz por causa da alta intensidade do laser, permitindo a medida de nanômetros.

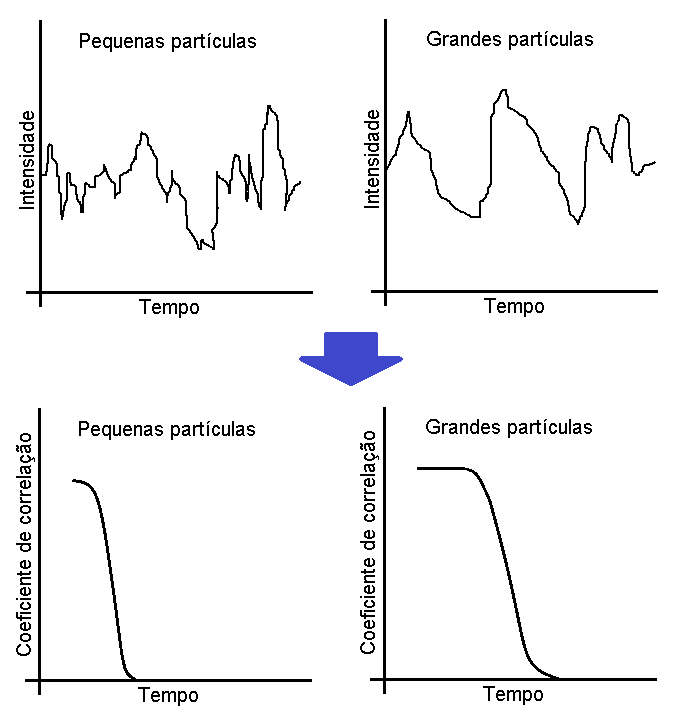
Correlação com a intensidade

A intensidade espalhada é medida baseada na dispersão de Rayleigh, por um contador de fótons e está ligada à difusão da molécula no solvente, com as pequenas partículas se movendo mais rápido do que as grandes, tendo maior variação.
As partículas suspendidas no solvente líquido se movem com o tempo de acordo com o movimento browniano, com a luz espalhada de duas ou mais moléculas tendo interferências construtivas ou destrutivas variando com o tempo e gerando alterações na intensidade da luz dispersada se a molécula não for menor do que o comprimento de onda.
Ao ser atingido pela luz, os elétrons do material sofrem uma polarização oscilante em função do campo elétrico da luz e quando o dipolo muda, a energia é irradiada e com isso ele passa a ser uma fonte secundária de luz, espalhando luz em todas as direções. 
O tamanho de partículas adquirido é o diâmetro hidrodinâmico, que varia dependendo da força iônica e da estrutura superficial. Uma baixa concentração iônica terá a camada de íons estendida ao redor da partícula, diminuindo a velocidade de difusão e aparentando um diâmetro hidrodinâmico maior, enquanto em altas concentrações a camada será comprimida e a mesma partícula apresentará menor diâmetro hidrodinâmico. Quanto à superfície, uma camada adsorvida pela partícula pode ter sua conformação alterada dependendo do meio aquoso e da própria superfície da partícula. Quando a partícula não é esférica, o valor obtido é de uma esfera com o mesmo coeficiente de difusão translacional.

## Cálculos
Devido ao índice de refração, a variação da intensidade da luz pode ser calculada usando a função de correlação cruzada das intensidades normalizada de segunda ordem:
g2(τ) = G2(τ)÷{\displaystyle I^{2}}, que também pode ser descrito como 
I(t)I(t+τ) = {\displaystyle \lim _{N\to \infty }{\frac {1}{N}}\sum _{j}^{N}I(j)I(j+n)}
- I é a intensidade média;
- τ é a correlação do tempo;
- G2(τ) é a função de correlação do tempo.

Da função de correlação de primeira ordem temos:
g1(τ) = e-q2Dτ
- q é o vetor de espalhamento;
- D é o coeficiente de difusão translacional;
- Γ=-q2×D é a taxa de decaimento.

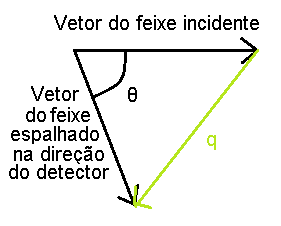
Vetor de espalhamento (q)

O vetor de espalhamento pode ser obtido por:
q = 4πnsen(θ÷2)÷λ
- n o índice de refração da solução;
- λ o comprimento de onda da luz incidente no vácuo;
- θ o ângulo de espalhamento da luz.

O tamanho das partículas em solução é obtido pela equação Stokes-Einstein:
D = kT÷(3πηRh)
- k é a constante de Boltzmann;
- T é a temperatura;
- η é a viscosidade do solvente;
- Rh é o raio hidrodinâmico das partículas em solução.

Na maioria das análises há partículas com tamanhos variados e com isso diferentes taxas Γ distribuídas segundo uma função p(Γ) do sistema, que está relacionado com a relação de primeira ordem:
g1(τ)Γ = {\displaystyle \int }0∞e-Γτp(Γ)dΓ
- p(Γ)dΓ é o numero de partículas com valores de gama entre Γ e Γ+dΓ.

A distribuição do tamanho de partículas em dispersão nesse caso pode ser estimada pelo:
1. Método da expansão em cumulantes
2. Método CONTIN
3. Ajuste por multiexponenciais

## Limitações
O DLS é sensível à poeira, que pode desviar a luz e ser medido. Além disso também é sensível a algumas moléculas biológicas como proteínas e anticorpos, que quando em contato podem formar ligações que arrastam moléculas, influenciando no movimento de difusão browniano. E como essa técnica não analisa a forma da partícula os tamanhos computados serão diferentes dos reais.
Também não funcionará bem se o material absorver o mesmo comprimento de onda do laser.